# Fonfría (Zamora)
Pour les articles homonymes, voir Fonfría.
Fonfría est une commune espagnole de la province de Zamora dans la communauté autonome de Castille-et-León.